# Развязка имени судьи Гарри Преджерсона
Развязка имени судьи Гарри Преджерсона (англ. Judge Harry Pregerson Interchange) — накопительная транспортная развязка возле районов Атенс и Уоттс в Лос-Анджелесе, штат Калифорния. Развязка была открыта в 1993 году. Своё название получила в честь судьи Гарри Преджерсона, долгое время занимавшего пост федерального судьи. Развязка находится на пересечении двух шоссе:
- I-105[англ.] (Glenn M. Anderson Freeway) — Эль-Сегундо, Аэропорт Лос-Анджелеса, Норуолк.
- I-110[англ.] (Harbor) — Сан Педро[англ.], Даунтаун, Пасадина.

Движение на развязке возможно во всех направлениях. В развязку включены дороги для пассажирского транспорта, железнодорожные пути зелёной ветки Лос-Анджелесского метро и транзитной дороги Harbor.

## Планировка
Развязка имеет 5 уровней. Помимо пропускной способности автомобильного транспорта, включает в себя:
- Станцию Harbor Freeway Station зелёной ветки Лос-Анджелесского метро; железнодорожные пути расходятся на запад и восток от развязки. Здесь пассажиры могут пересесть на автобусы, следующие по автостраде Харбор по серебряному маршруту, в северном или южном направлении[2].
- Автобусные остановки, находящиеся двумя уровнями ниже железнодорожной станции. Между собой они соединены лестницами, эскалаторами и лифтами.
- Перехватывающая парковка на улице Фигероа.
- Развязка с выездом на бриллиантовые полосы[англ.] движения для большегрузного транспорта.

## В кинематографе
В остросюжетном художественном фильме «Скорость» (1994 год) одна из напряжённых сцен несущегося на большой скорости автобуса была снята на развязке. По сюжету, автобус ехал по строящемуся участку дороги и перелетал недостроенный пролёт. Однако к моменту съёмок пятый уровень эстакады (с I-110 южного направления до I-105 западного направления) был уже достроен и специалистам по визуальным эффектам пришлось прибегнуть к использованию компьютерной графики.
В 2015 году на протяжении целого уик-энда было полностью перекрыто движение на одном из проездов — в это время там проходили съёмки открывающей музыкальной сцены фильма «Ла-Ла Ленд».

## Галерея

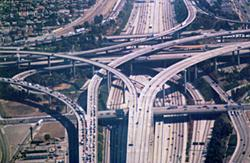
Фрагмент развязки с севера
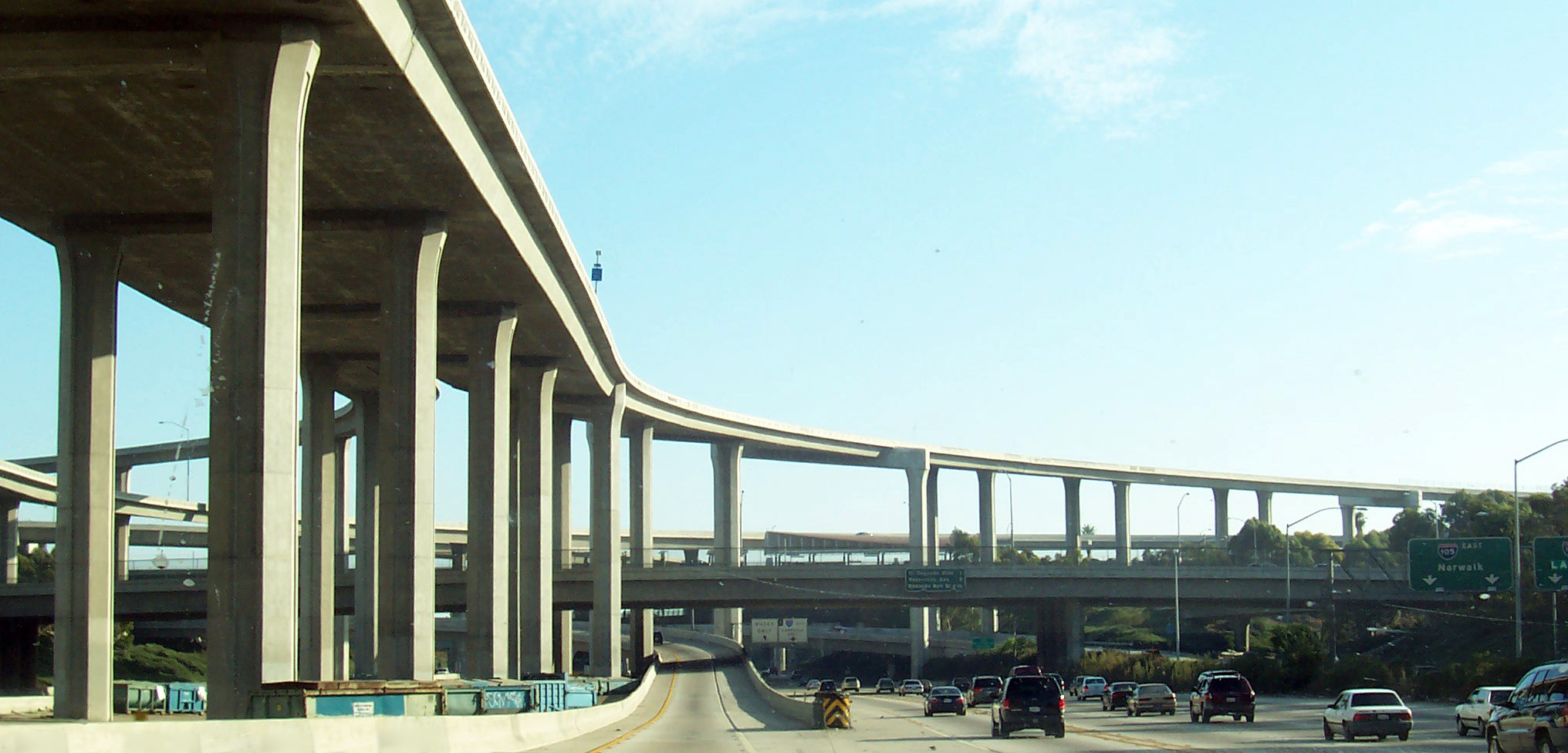
Эстакада с I-110 на I-105
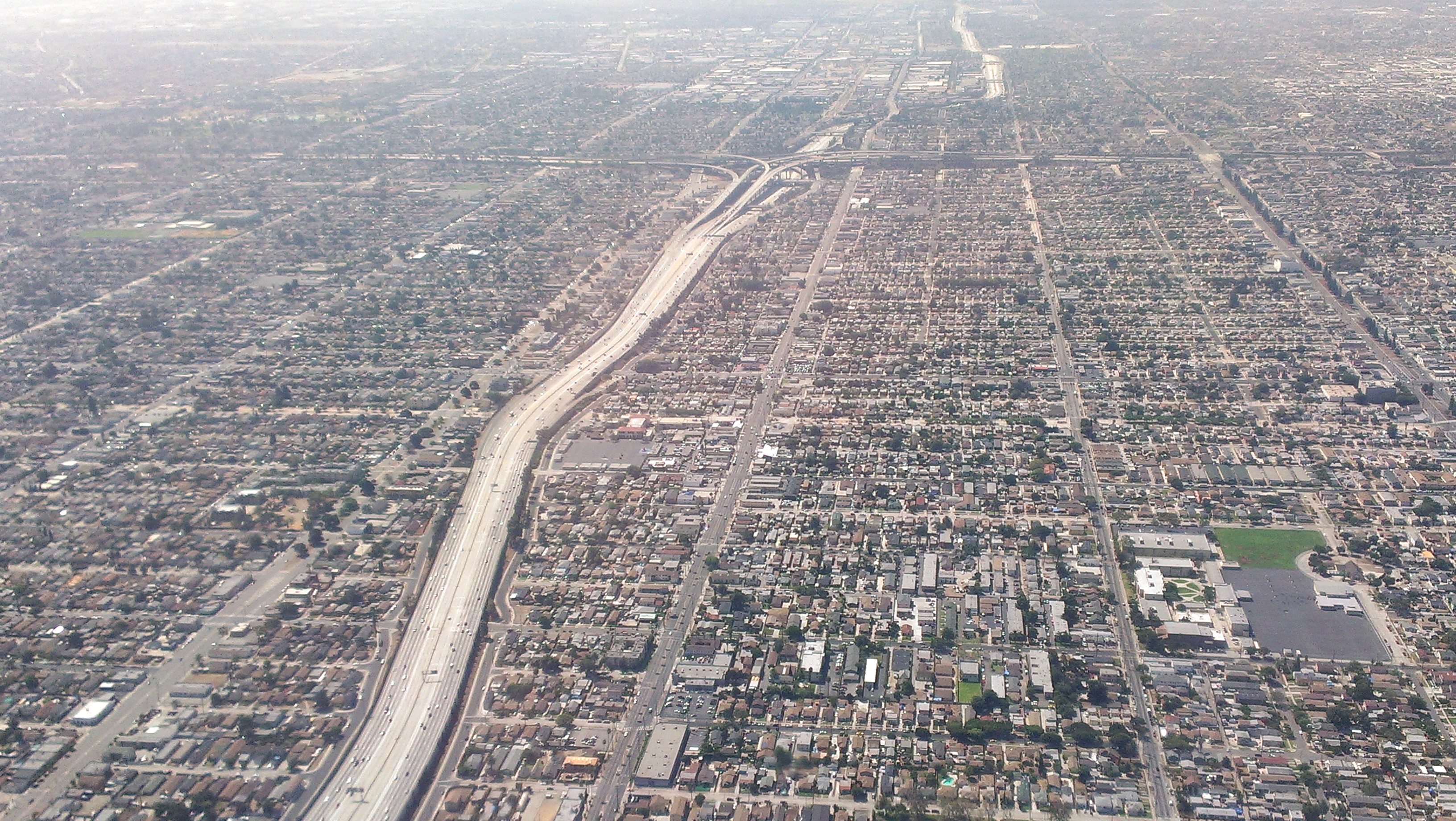
Южный Лос-Анджелес